# Klooster Lausnitz
Het Klooster van Lausnitz (Kloster Lausnitz) is een voormalig augustijner klooster in de Oost-Thüringse gemeente Bad Klosterlausnitz. Het belangrijkste bouwwerk van het klooster is de romaanse pijlerbasiliek, die tegenwoordig dienstdoet als de parochiekerk van de protestants-lutherse gemeente.

## Geschiedenis
In het jaar 1132 werd door de adellijke weduwe Cuniza in het huidige Bad Klosterausnitz een klooster voor Augustinessen gesticht. Aanvankelijk bezat het klooster een klein houten kerkgebouw, dat tussen 1155-1180 werd vervangen door het stenen klooster op de huidige plaats. Op 24 juni 1180 werd de nieuwe kloosterkerk door bisschop Udo II ingewijd.
Een brand in 1212 verwoestte de kerk, die pas in 1217 opnieuw kon worden ingewijd.
Vanaf 1525 deed de reformatie zijn intrede. Geleidelijk aan traden alle nonnen uit het klooster. De twee laatste nonnen stierven in 1543, waarmee het einde van het klooster werd bezegeld. Het gevolg was dat de grote kloosterkerk in toenemende mate aan het verval werd prijsgegeven. In 1617 werd een muur opgetrokken, die het oostelijke deel van de kerk afscheidde om zo het gebouw als dorpskerk geschikt te maken. Het westelijke deel van de voormalige kloosterkerk werd tussen 1719 en 1722 afgebroken. Aan het resterende kerkgebouw werd in 1792 een kleine toren aangebouwd. Deze toren week wat stijl betreft af van de romaanse architectuur en werd in 1856 weer gesloopt. De hele kerk moest een jaar later wegens bouwvalligheid worden gesloten. Tegelijkertijd ontstond de wens om de kerk in oorspronkelijke staat te herbouwen. De architect Ferdinand von Quast maakte hiervoor de tekeningen, waarmee de Landdag van Saksen-Altenburg in 1858 instemde.
In 1863 werd voor de wederopbouw de eerste steen gelegd. Op 31 oktober 1866 kon de kerk weer worden ingewijd. De bouwkosten van de 45 meter lange en 37 meter hoge kerk bedroegen ongeveer 123.000 Mark.
Bij de gelegenheid van het 100-jarige jubileum werd de kerk in 1966 onder monumentenzorg gesteld.
In 1985 volgde de installatie van een nieuw orgel. Het triomfkruis van de kerk wordt uit de periode 1235-1240 gedateerd.
Tegenwoordig bestaat de kerk uit een oud romaans oostelijk deel en een neoromaans westelijk deel. De heropbouw van de kerk wordt over het algemeen als een geslaagde reconstructie beoordeeld.

## Afbeeldingen

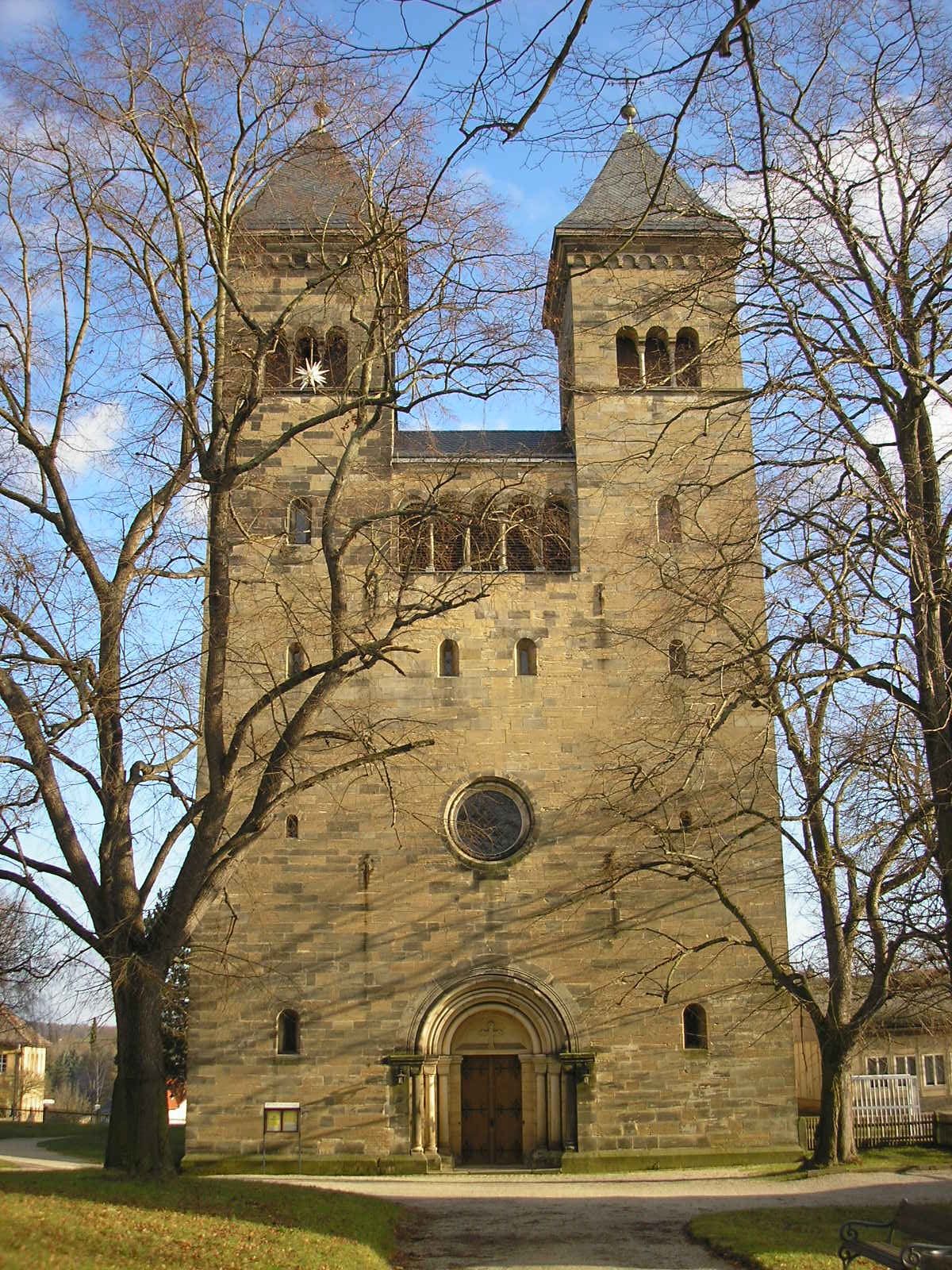
Westelijk torenfront
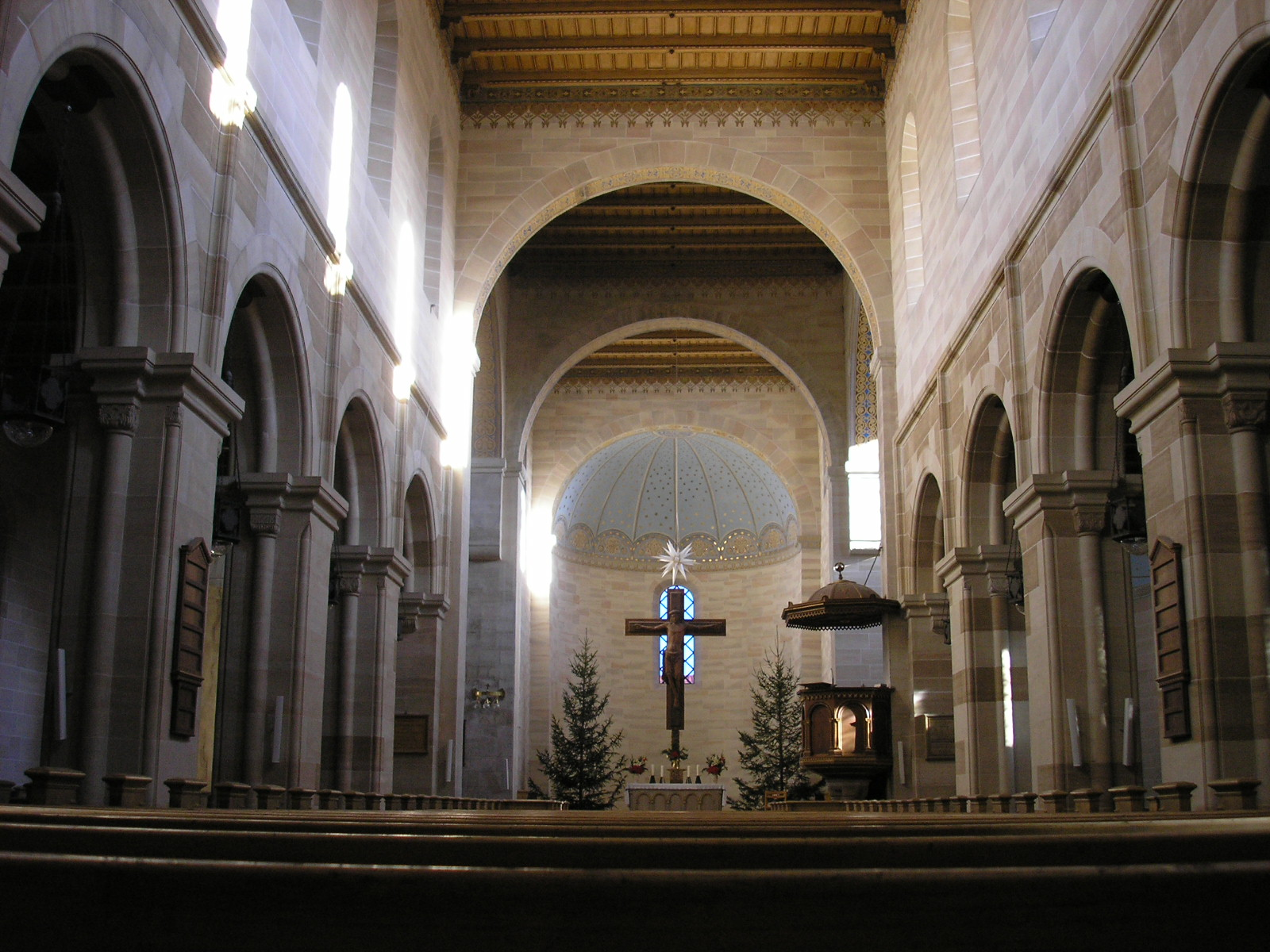
Overzicht kerkschip naar het oosten
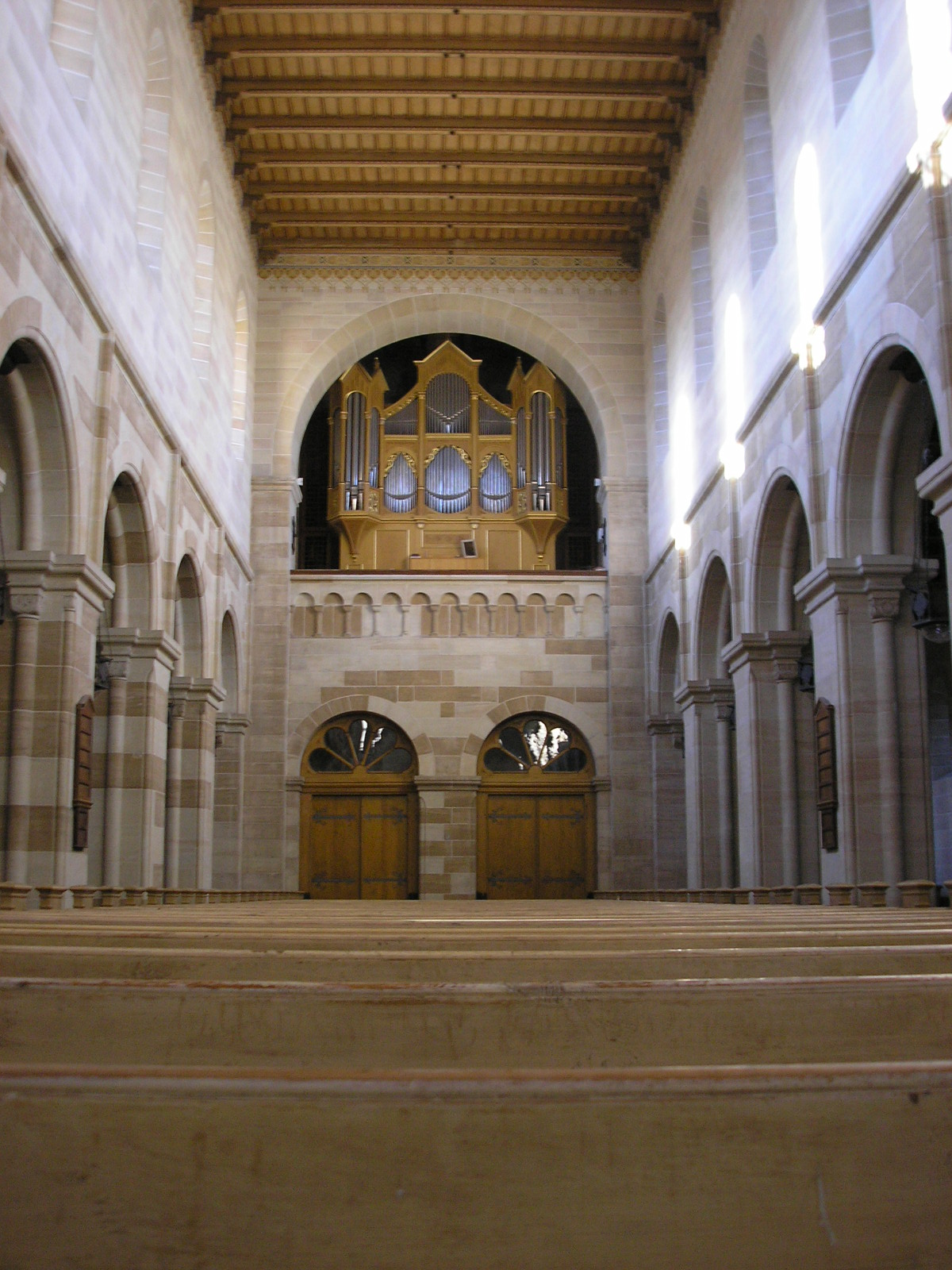
Overzicht kerkschip naar het westen